# Lijst van burgemeesters van Numansdorp
Dit is een lijst van burgemeesters van de voormalige Nederlandse gemeente Numansdorp (ook wel Buitensluis) tot die gemeente op 1 januari 1984 fuseerde met Klaaswaal tot de gemeente Cromstrijen.
| Ambtsperiode | Naam burgemeester                | Partij of stroming | Bijzonderheden |
| ------------ | -------------------------------- | ------------------ | --- |
| 1820 - 1872  | Arie Vlielander                  |                    | eerst schout; tevens schout/burgemeester van Klaaswaal (1820-1872) en Zuid-Beijerland (1850-1872)                                                                                     |
| 1872 - 1908  | Dirk Kluifhoofd                  |                    | tevens burgemeester van Klaaswaal (1872-1908) en Zuid-Beijerland (1878-1903) |
| 1908 - 1912  | Hendrik Albertus Reinold Jonkers |                    | was burgemeester van 't Zandt, tevens burgemeester van Klaaswaal, later burgemeester van Elburg                                                                                       |
| 1912 - 1934  | Willem Paans                     |                    | |
| 1934 - 1962  | J.G. de Zeeuw (1897-1970)        | ARP                | tevens burgemeester van Klaaswaal; Vader (eveneens J.G. de Zeeuw) was burgemeester van Ridderkerk en zoon (eveneens J.G. de Zeeuw) was burgemeester van o.a. Ouderkerk aan den IJssel |
| 1962 - 1971  | Samuel Willem Henry              | PvdA               | tevens burgemeester van Klaaswaal |
| 1971 - 1983  | Jan (J.) Quast                   | PvdA               | |